# Reformer Campana
Reformer Athletic Club – argentyński klub piłkarski z siedzibą w mieście Campana.

## Historia
Klub Reformer w 1904 roku uzyskał prawo gry w pierwszej lidze. W swoim debiucie w 1905 roku Reformer zajął 5. miejsce, w następnym roku było 5. miejsce w grupie (czyli miejsce 9-10), w 1907 - 7. miejsce, w 1908 - 8. miejsce, a w 1909 przedostatnie 9. miejsce i spadek z pierwszej ligi. Reformer już nigdy nie wrócił do najwyższej ligi Argentyny.
Łącznie w ciągu 5 sezonów Reformer rozegrał w pierwszej lidze 78 meczów (w tym 21 zwycięstw, 10 remisów i 47 porażek), zdobywając 52 punkty. Klub zdobył 117 bramek i stracił 234 bramki.